# Kitty, Daisy and Lewis
Kitty, Daisy and Lewis , stylisé Kitty, Daisy & Lewis, est un trio britannique de rockabilly, originaire de Londres, en Angleterre.

## Histoire
Le groupe est formé par les frères et sœurs de la famille Durham. Ils sont tous multi-instrumentistes. À eux trois, ils peuvent jouer de la guitare, du piano, du banjo, de la guitare lap-steel, de l'harmonica, de la contrebasse, du ukulélé, de la batterie, du trombone, du xylophone et de l'accordéon.
Sur scène, Kitty, Daisy et Lewis Durham sont également accompagnés par leurs parents, Graeme Durham et Ingrid Weiss, qui jouent de la guitare et de la basse (leur mère ayant par ailleurs été la batteuse du groupe The Raincoats). Le trompettiste Eddie Thornton (en) fait également partie de leur formation durant leurs concerts.

## Style musical
Leur style musical est fortement influencé par le rock 'n' roll et plus précisément le rockabilly, mais aussi par divers genres comme le rhythm and blues, le swing, le jump blues, la country, le blues, le ska ou la musique hawaïenne.
Pour l'album Kitty, Daisy and Lewis, il s'agit principalement de reprises, tandis que le groupe propose des compositions originales sur Smoking in Heaven et The Third. Pour ces deux derniers albums, le membre du groupe qui chante chaque titre en est aussi l'auteur.

## Discographie
- 2007 : The Roots of Rock 'n' Roll
- 2008 : Kitty, Daisy and Lewis (R-U : no 149[1]
- 2011 : Smoking in Heaven (R-U : no 145[2], AUS : no 96[3]
- 2015 : The Third
- 2017 : Superscope